# Departament d'Olancho
El departament d'Olancho és un dels 18 departaments en què es divideix Hondures i el de major extensió. És la quarta entitat subnacional centroamericana per territori després d'El Petén (35.800 km²) a Guatemala, Atlántico del Norte (32.159 km²) i Atlántico del Sud (27.407 km²) tots dos a Nicaragua.
Olancho està situat en la part nord-oriental del país. Limita al nord amb els departaments de Yoro i Colón; al sud amb el Paraíso i amb la República de Nicaragua; a l'est amb el Departament de Gracias a Dios i a l'oest amb el departament de Francisco Morazán i Yoro.

## Història
Olancho va ser durant molt temps la regió més acabalada d'Hondures a causa de la seva producció ramadera i agrícola. Això li proporcionava una gran influència comercial i política dins del govern de la república a mitjan segle xviii.
Aquesta influència comercial provocava ocasionalment en el departament lluites d'ordre polític. El 7 de desembre de 1864 la detenció d'un diputat de cognom Rosales va ocasionar una rebel·lió en contra de les autoritats màximes del departament i del govern central.
Liderats pels coronels Barahona, Zavala, i Antúnez més de mil rebels van marxar amb rumb a Tegucigalpa en 1865. Davant aquesta situació el llavors president de la república, General José María Medina, va organitzar una expedició militar i es va posar al capdavant d'aquesta, per contrarestar als rebels.
Al final de l'enfrontament, Medina i els seus homes es van imposar sobre els revoltats, capturant als capitosts als qui va afusellar, va decapitar i va enterrar. Diversos pobles i llogarets del fepartament d'Olancho Hondures van ser cremats juntament amb els seus habitants i molts dels rebels van ser afusellats i assassinats en combat.
Després d'aquest fet va haver-hi moltes deportacions i un èxode massiu cap a altres parts del país deixant Olancho amb una població disminuïda. Manto va perdre el seu títol de capçalera departamental, que va ser traslladada a Juticalpa.
Tres anys més tard, en 1868 el mosso Serapio Romero, conegut com a Cinchonero, es va aixecar s Juticalpa al costat d'un grup d'homes; en contra del major de la plaça, Nazario Garay. Tots dos homes van sostenir un duel a ganovetades, acabant vencedor Serapio Romero.
Després, desafiant al govern central, el 'Cinchonero' va desenterrar els caps dels coronels Barahona, Antúnez i Zavala i els va rendir un homenatge pòstum. A aquesta nova rebel·lió, el govern va respondre enviant un contingent militar, que van acabar vencent, capturant i decapitant Serapio Romero. Després d'aquests fets sagnants Olancho va passar a ser un departament gairebé despoblat i per tant, tranquil.
Aquest departament va ser creat el 28 de juny de 1825. L'any de 1869, el territori d'Olancho va ser reduït, a causa que el municipi de Danlí pas a formar part del departament d'El Paraíso.

## Divisió administrativa

### Municipis
El departament está format per 23 municipis. Juticalpa és el cap departamental i Catacamas la segona ciutat en importància, lloc de naixement de l'ex-president d'Hondures: 'Mel' Zelaya.

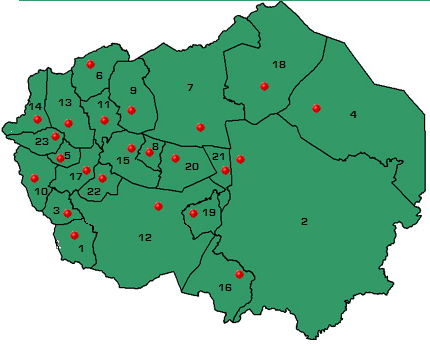
municipis d'Olancho.

| #  | Municipi                 | LLoc x Pobl | Població | Lloc x Sup | Superfície (km²) | Codi RNP |
| -- | ------------------------ | ----------- | -------- | ---------- | ---------------- | -------- |
| 1  | Campamento               | 7           | 20,900   | 14         | 391.49           | 1502     |
| 2  | Catacamas                | 2           | 128,344  | 1          | 7173.89          | 1503     |
| 3  | Concordia                | 21          | 6,919    | 18         | 267.80           | 1504     |
| 4  | Dulce Nombre de Culmi    | 3           | 33,085   | 2          | 2925.09          | 1505     |
| 5  | El Rosario               | 22          | 4,736    | 22         | 143.11           | 1506     |
| 6  | Esquipulas del Norte     | 14          | 10,246   | 10         | 523.33           | 1507     |
| 7  | Gualaco                  | 6           | 22,119   | 4          | 2363.45          | 1508     |
| 8  | Guarizama                | 17          | 8,041    | 23         | 16.91            | 1509     |
| 9  | Guata                    | 10          | 12,239   | 6          | 680.03           | 1510     |
| 10 | Guayape                  | 12          | 11,618   | 13         | 422.49           | 1511     |
| 11 | Jano                     | 23          | 4,054    | 15         | 362.71           | 1512     |
| 12 | Juticalpa                | 1           | 126,030  | 3          | 2606.20          | 1501     |
| 13 | La Unión                 | 19          | 7,830    | 8          | 556.34           | 1513     |
| 14 | Mangulile                | 15          | 9,125    | 12         | 432.65           | 1514     |
| 15 | Manto                    | 11          | 11,714   | 11         | 517.19           | 1515     |
| 16 | Patuca                   | 4           | 30,991   | 7          | 635.10           | 1523     |
| 17 | Salama                   | 20          | 7,012    | 16         | 337.85           | 1516     |
| 18 | San Esteban              | 5           | 25,328   | 5          | 1962.34          | 1517     |
| 19 | San Francisco de Becerra | 16          | 8,644    | 17         | 332.92           | 1518     |
| 20 | San Francisco de la Paz  | 8           | 18,644   | 9          | 533.07           | 1519     |
| 21 | Santa María del Real     | 9           | 13,035   | 21         | 230.80           | 1520     |
| 22 | Silca                    | 18          | 7,901    | 19         | 255.55           | 1521     |
| 23 | Yocon                    | 13          | 10,914   | 20         | 243.15           | 1522     |